# هنري فيتزروي (لاعب كريكت)
هنري فيتزروي (بالإنجليزية: Henry Fitzroy)‏ (13 سبتمبر 1765 - 19 مارس 1794) هو لاعب كريكت بريطاني (وحمل سابقاً جنسية مملكة بريطانيا العظمى).